# لنس لگو
لنس لگولت (انگلیسی: Lance LeGault؛ ۲ مهٔ ۱۹۳۵ – ۱۰ سپتامبر ۲۰۱۲) یک هنرپیشه اهل ایالات متحده آمریکا بود.
از فیلم‌ها یا برنامه‌های تلویزیونی که وی در آن نقش داشته است می‌توان به اسلج همر!، مورتال کامبت: نابودی، راه‌راه اشاره کرد.